# Katholischer Club
Der katholische Club war eine interfraktionelle Vereinigung katholischer Abgeordneter in der Frankfurter Nationalversammlung von 1848/49. 
In den Nationalversammlung kam es nicht zu einem dauerhaften Zusammenschluss von Abgeordneten auf konfessioneller Grundlage. Stattdessen schlossen sich katholische Abgeordnete aus verschiedenen Fraktionen im katholischen Club zusammen. Das Ziel war vor allem die Einflussnahme auf die Beratung der Grundrechte. Dabei war der Zusammenschluss durchaus erfolgreich, gelang es doch die Artikel über Kirche und Schule nach kirchlichen Wünschen zu gestalten. 
Der Katholische Club wurde zunächst als „Klub des steinernen Hauses“ in Frankfurt am Main gegründet und von den katholischen Bischöfen des Ermlandes, von Breslau, Münster und Kulm geleitet. Der letzte Vorsitzende des Clubs war der rheinische Publizist Joseph von Radowitz. Sein Stellvertreter war August Reichensperger. Weitere bekannte Mitglieder waren Matthias Aulike und Jan Chryzostom Janiszewski. 
Nachfolger des Katholischen Clubs war von 1852 bis 1867 die „Katholische Fraktion“ im Preußischen Abgeordnetenhaus und schließlich 1870 die Partei des katholischen Zentrums, die Deutsche Zentrumspartei.